# マタニティマーク

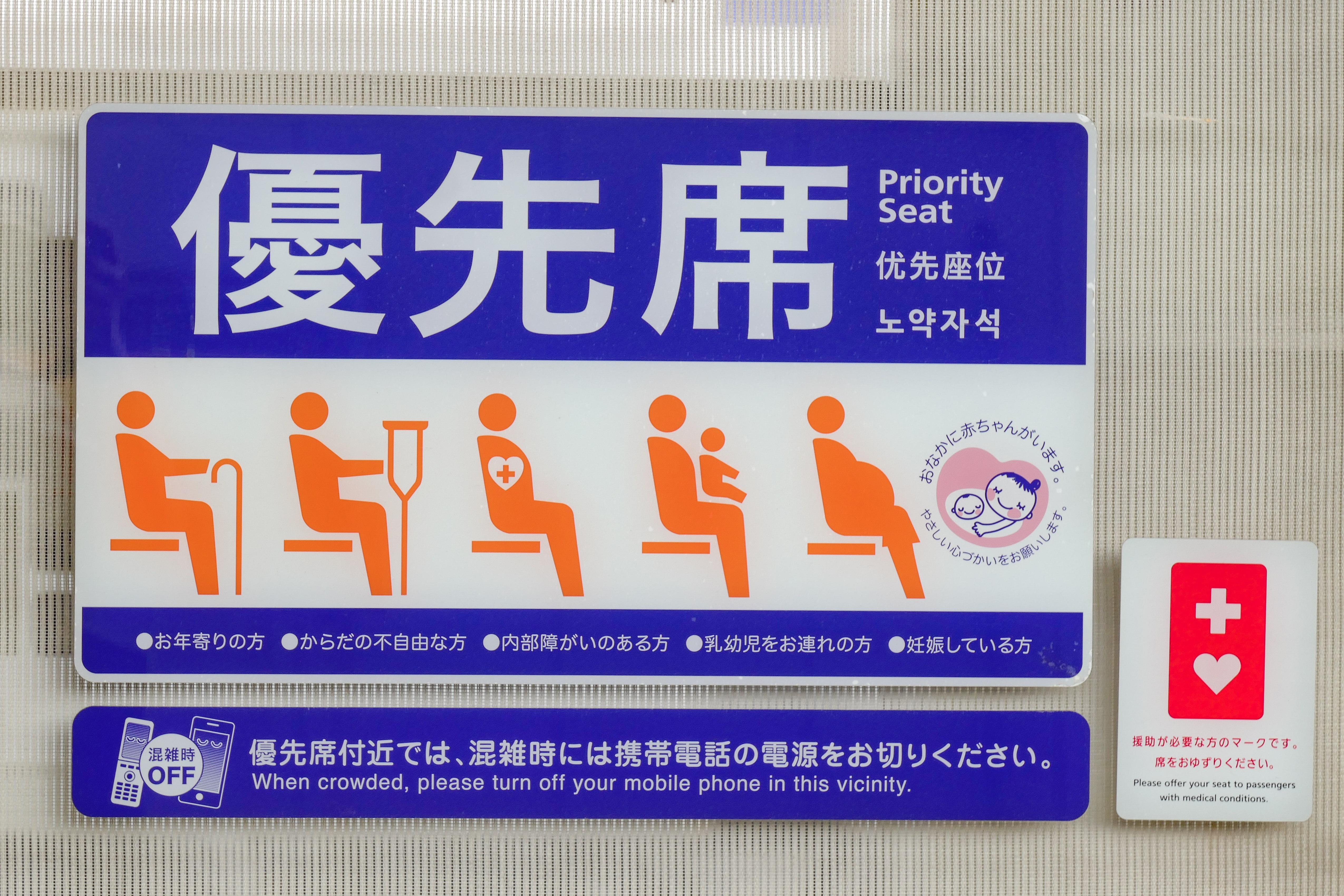
東武鉄道の優先席表示
ピクトグラムの右側にマタニティマーク、ヘルプマークが表示されている。このマタニティマークは厚生労働省が制定したデザインである。

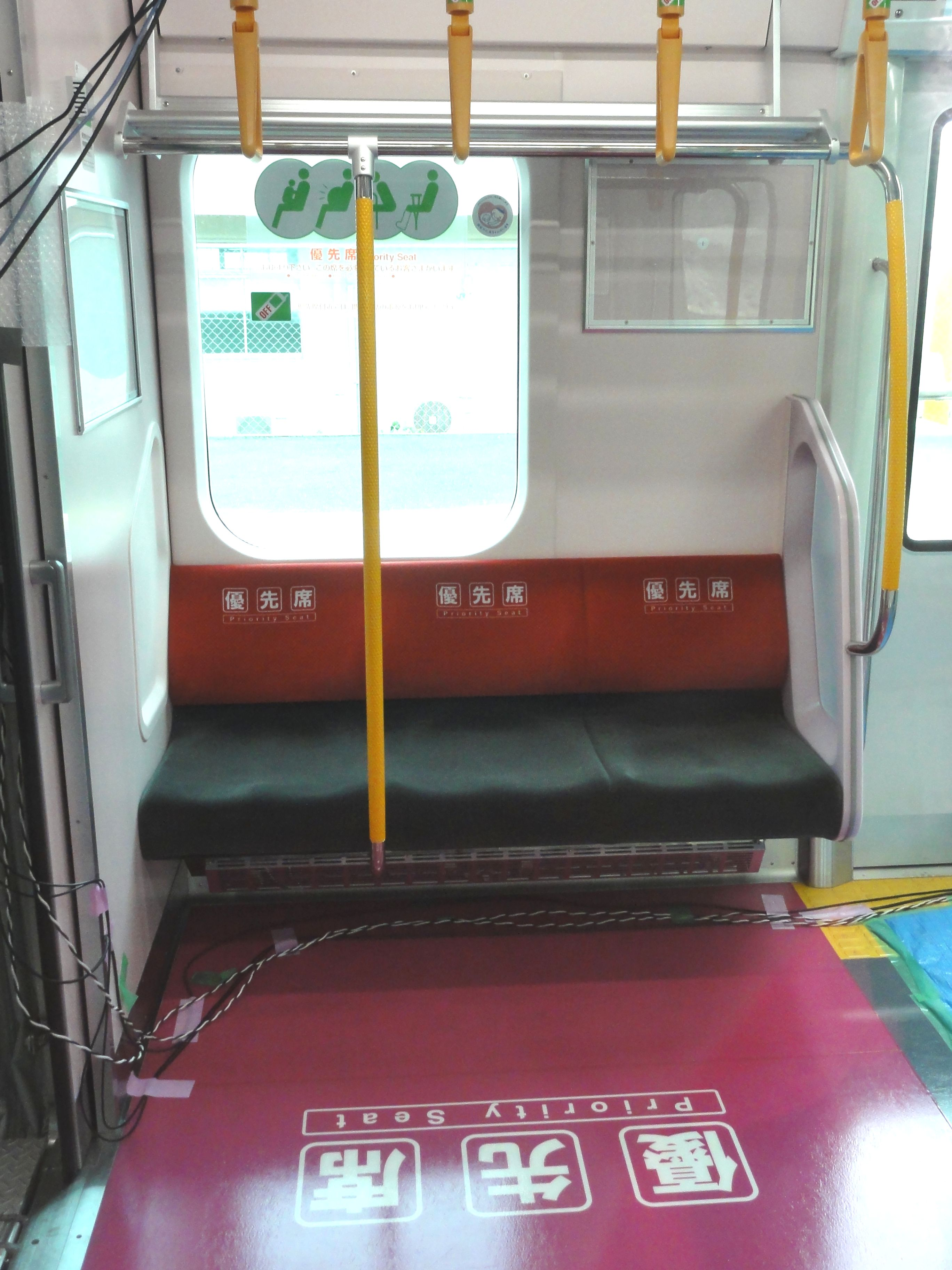
JR山手線のE235系車両の優先席表示
右側に小さくマタニティマークが表示されている。

マタニティマーク（和製英語：Maternity mark）は、妊産婦を表す日本のピクトグラムである。特に妊産婦自らが身に付け、妊産婦であることを示すためのマークを指す。外見からは判別しにくい妊娠初期の妊産婦に対する理解を得ることを主眼とする。
「マタニティマーク」は、上記の趣旨に沿ってデザインされたものに対する総称であり、地方自治体や民間団体などによってさまざまなデザインのものが存在するが、全国的には2006年（平成18年）に厚生労働省によってデザインが制定されたものが普及している。

## 厚生労働省のマタニティマーク
2006年（平成18年）、厚生労働省雇用均等・児童家庭局母子保健課が事務局を務める「健やか親子21」推進検討会において、マタニティマークのデザインが公募により決定された。ピンクのハート型の地に母子のイラストが描かれ、「おなかに赤ちゃんがいます」の一文を添えたものである。
厚生労働省制定のマタニティマークは、地方公共団体や公共交通機関、職場や飲食店などの民間企業が幅広く活用できるよう、デザインの著作権は厚生労働省に帰属するが、利用は無料である。厚生労働省の公式ウェブサイトからダウンロードして自由に使うことができる。
なお、厚生労働省制定のマタニティマークの使用にあたっては、デザインの変更（変形や色の変更、文章の変更など）は禁じられている。また営利目的の使用や、商品の品質や安全性を示すために使用することも禁止されている。マタニティマークを使用した場合は、厚生労働省雇用均等・児童家庭局母子保健課に『使用報告書』を提出する必要がある。
妊婦自らが身に付けるバッジとして、カバンに付けられるストラップ、キーホルダー型のものが発行されている。各自治体の窓口で母子手帳とともに交付されたり、JRや大手私鉄の主要駅などで無料配布されている。
また、2019年（令和元年）からは「席ゆずりますマーク」という、妊婦以外の人々が妊婦に席を譲る意思表示をするために身につけるマークも、個人によって制作・配布されている。このマークには「席ゆずります 声かけてください」との表示がある。

## マタニティマークの例
- マタニティマーク - 厚生労働省雇用均等・児童家庭局母子保健課
- BABY in ME - BABY in ME
- マタニティバッジ・マタニティ専用ステッカー - 群馬県前橋市・高崎市
- プレママ・マーク - 京都市
- マタニティマーク 「まーむ（母夢）」 - 愛知県豊田市
- マタニティマーク - NPO法人 CFFC チャイルド＆ファミリー・フレンドリー・コンソーシアム

## マタニティマークと優先席の歴史
日本の公共交通機関における優先席制度は、1973年（昭和48年）に日本国有鉄道で始まった「シルバーシート」が最初であるが、これにならって導入した私鉄や公営交通も含め、当初は高齢者および身体障害者の優先席として運用されていた。
その後1990年代に入ると、「シルバーシート」の名称は高齢者専用の優先席であるかのような印象を与えると指摘されるとともに、ヨーロッパでは公共交通機関の優先席について、高齢者に限定することはなく、優先席には高齢者、障害者、妊産婦、乳幼児同伴者などのピクトグラムが掲示されている事例が紹介された。JR東日本は1997年（平成9年）にシルバーシートを「優先席」に改称するとともに、対象者として高齢者、障害者、妊産婦、乳幼児同伴者などを明示し、それに合わせたピクトグラムの掲示を実施した。これに追随する形で他の多くの交通事業者も優先席の運用方法を改め、公共交通機関における妊産婦への配慮が一般化した。
しかし妊娠初期は外見上で妊産婦であることがわかりにくく、周囲の理解を得られにくいという声が上がり、1999年（平成11年）にフリーライターの村松純子が妊娠初期に妊産婦であることを示すためのマークとして「BABY in ME」を発表した。公式サイトによれば「日本発・世界初のマタニティマーク」とされている。
これを契機として、妊娠初期の妊産婦に対する配慮の必要性が知られることとなり、地方自治体や民間団体などによってさまざまなマタニティマークが作成されることとなった。その一方で、取組みを行う地域・団体によって異なるデザインのマタニティマークが存在し、全国的な認知度が上がらないため、統一したデザインの策定を求める声が上がるようになり、2006年（平成18年）に厚生労働省によるマタニティマークが制定されるに至った。

## 海外での展開
日本のNPO法人であるひまわりの会による推進活動により、海外でもマタニティマークの普及を行っており、2022年（令和4年）現在、エルサルバドル共和国とシリア・アラブ共和国、モンゴル国にて、日本のマタニティマークをカスタマイズした現地版が展開されている。